# بالمالا

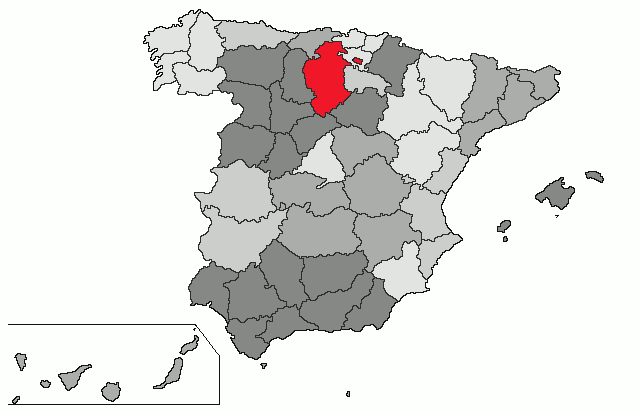
بالمالا یک شهرستان متوسط است که تقریباً شمالی است که در کاستیا ولئون واقع شده است بالمالا ۱۷ میلیون کیلومتر مساحت و۳۱ نفر جمعیت دارد و۹۹۷ متر بالاتر از سطح دریا واقع شده است

بالمالا (به اسپانیایی: Valmala, Burgos) یک شهرستان در اسپانیا است که در کاستیا و لئون واقع شده‌است.

## خصوصیات
بالمالا ۱۷ کیلومترمربع مساحت و ۳۱ نفر جمعیت دارد و ۹۹۷ متر بالاتر از سطح دریا واقع شده‌است.